# Atari 7800
Atari 7800 — игровая приставка, выпущенная компанией Atari в июне 1986 года (пробный выпуск состоялся двумя годами раньше). Модель 7800 была разработана для замены неудачной Atari 5200 и с целью возвратить Atari превосходство на рынке игровых консолей, который она делила с Nintendo и Sega. В этой системе Atari устранила все недостатки Atari 5200: вместо аналоговых джойстиков она имела простые цифровые джойстики, была почти полностью совместима с Atari 2600 и она даже была дешевле — начальная цена составила 140 долларов.
7800 стала первой игровой системой Atari, разработанной внешней компанией (General Computer Corporation; после этого вне компании были разработаны Atari Lynx и Atari Jaguar). Система была спроектирована так чтобы её можно было дополнить до полноценного домашнего компьютера — была разработана клавиатура, которая к тому же имела порт расширения (это был SIO-порт от 8-разрядного семейства Atari) для подключения периферии — такой как привод гибких дисков или принтер.
В 2009 году IGN составил список лучших игровых консолей, поставив 7800 на 17-е место.

## Технические характеристики
- Процессор: Atari SALLY 6502 («6502C»)
  - Частота: 1,79 MHz, уменьшалась до 1,19 MHz когда осуществлялся доступ к чипу TIA или RIOT

Примечание: В отличие от стандартной версии процессора 6502, работа процессора SALLY могла приостанавливаться для обеспечения возможности доступа другим устройствам к шине
- ОЗУ: 4 кБ (две ИМС 6116, организация [2Kx8])
- ПЗУ: встроенный BIOS 4 кБ, 48 кБ ПЗУ картриджа
- Графика: специализированный графический контроллер MARIA
  - Разрешение: 160×240 (160×288 PAL) или 320×240/288
  - Палитра из 25 цветов выбранная из цветового пространства содержащего 256 цвета (16 hues × 16 luma), различные графические режимы ограничивали количество используемых цветов и количество цветов приходящихся на один спрайт
  - DMA
  - Частота графического процессора: 7,16 МГц
- Ввод/вывод: управляющий байт 6532 RIOT и TIA для джойстика и консоли с переключателями
- Порты и разъёмы: 2 порта для джойстиков, 1 порт для сменных картриджей с играми, 1 разъём для расширений, разъём питания, высокочастотный видеовыход
- Звук: чип TIA, такой же как в Atari 2600. В 7800 модели использовался только для генерации звука в играх. В 2600 модели использовался как для генерации аудио, так и видеоданных.
  - Опционально в картриджах и играми мог встраиваться аудиочип POKEY для создания более продвинутых аудиоэффектов.

## Периферия

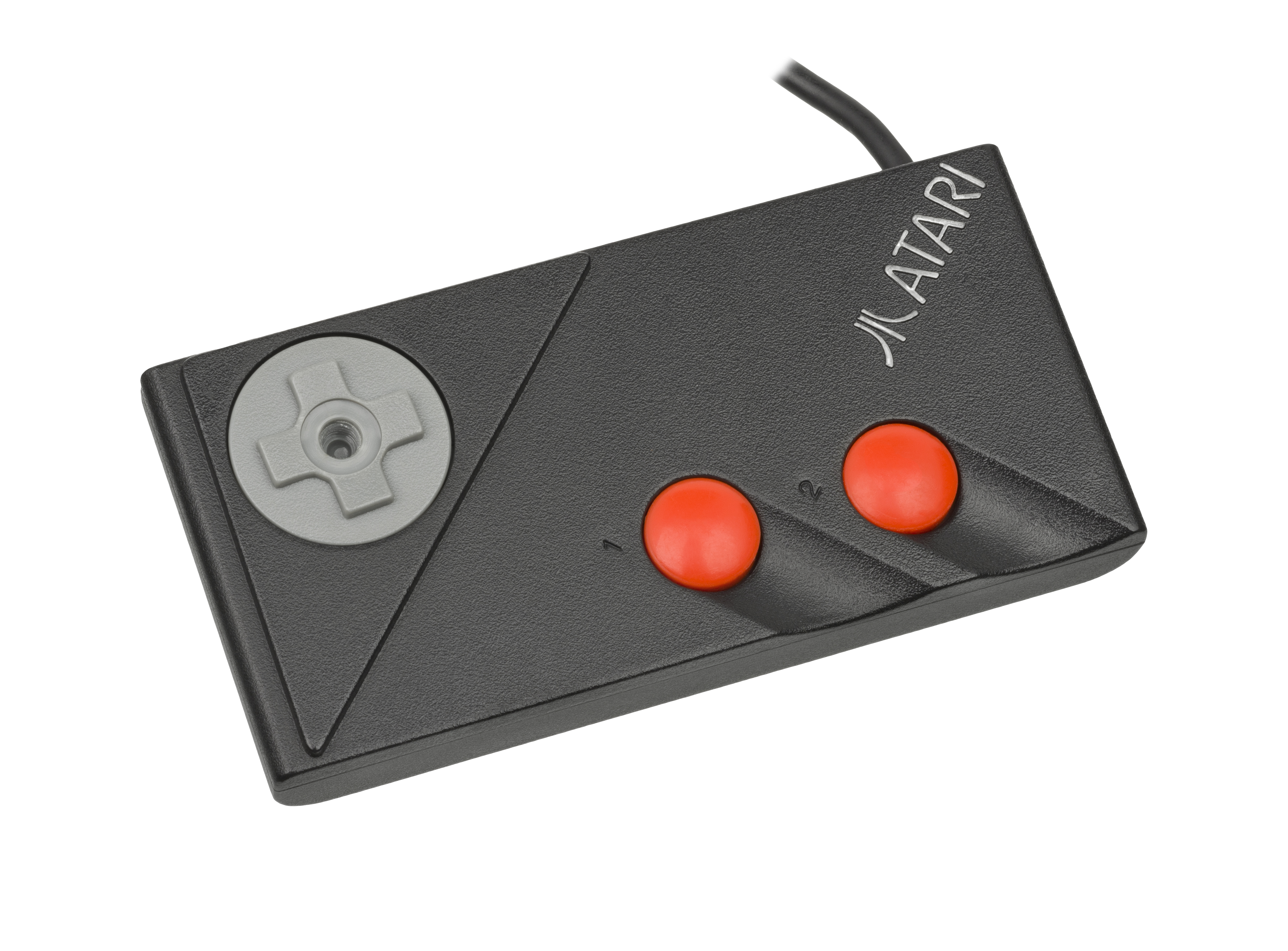
Джойстик Atari 7800

Консоль поставлялась с джойстиком Atari Pro-Line Joystick, двухкнопочным контроллером с джойстиком для перемещения. Изначально джойстик был разработан для Atari 2600, но откладывался до выпуска Atari 7800.

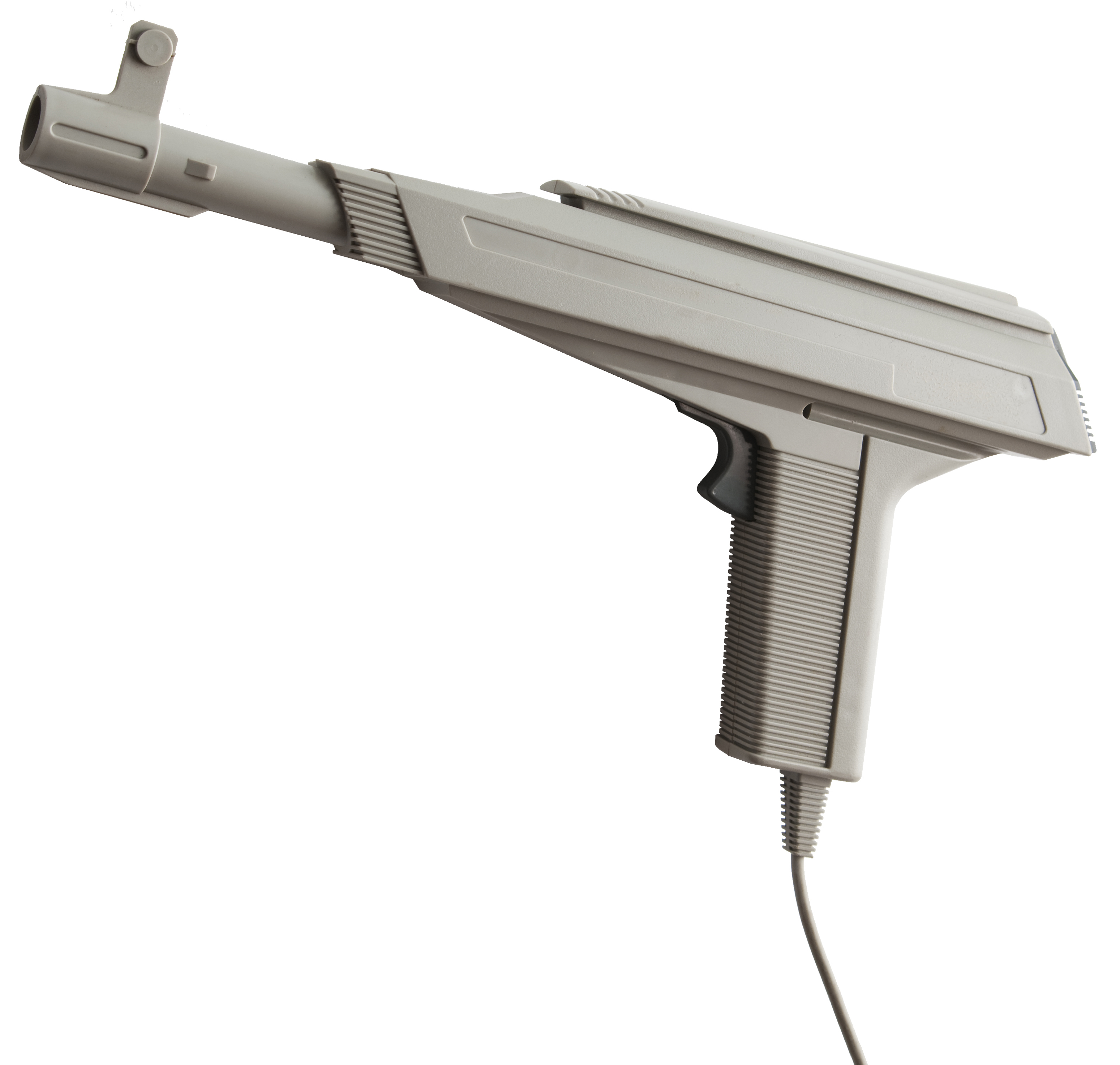
Световой пистолет Atari XG-1

Кроме того, к консоли подходил световой пистолет Atari XG-1, поставляемый в комплекте с Atari XEGS, его также можно было купить отдельно.
Планировался к выпуску картридж High Score, необходимый для сохранения игровых рекордов, но позже он был отменён.

## Игры
На консоль вышло 59 официальных игр, а также консоль могла воспроизводить более 400 игр Atari 2600. Одиннадцать игр были разработаны и выпущены сторонними компаниями Activision, Absolute Entertainment и Froggo, все остальные игры были выпущены Atari Corporation. Большинство игр от Atari были сделаны по контракту сторонними компаниями.

## Наследие

### Atari 7800+
Atari Inc. и Plaion разработали обновлённую версию Atari 7800 под названием Atari 7800+. Консоль представляет собой уменьшенную оригинальную Atari 7800 и может воспроизводить картриджи Atari 2600 и Atari 7800.